# Angel eyes (Willie DeVille)
Angel eyes is een lied van Willy DeVille uit 1987. Het verscheen dat jaar op een single met op de B-kant het nummer Nightfalls. Ook plaatste hij het op op zijn album Miracle (1987) dat hij zowel op cd als elpee uitbracht. Beide werden geproduceerd door Mark Knopfler, de voorman van Dire Straits. DeVille schreef het nummer zelf.
In 1994 verscheen een cover van Piet Veerman. Hij plaatste het op de B-kant van zijn single (La comparsita) La paloma, in combinatie met twee andere nummers, Voy a ser en Cheek to cheek. Al deze nummers verschenen ook op zijn album My heart and soul. Ook verscheen het nummer een jaar later op zijn verzamelalbum Zijn mooiste songs.